# Quartinia capensis
Quartinia capensis (лат.) — вид цветочных ос (Masarinae) рода Quartinia из семейства настоящих ос (Vespidae). Южно-Африканская Республика.

## Описание
Длина тела 2,9—3,8 мм. Переднее крыло с жилками Cu1a и 2 m-cu, присутствующими, но утончёнными, гораздо тоньше других жилок, и с 2 m-cu, прерванными, не доходя до M. Тегула белая спереди и сзади; задний внутренний угол вытянут внутрь. Чёрные с белыми отметинами. Голени самки чёрные, за исключением основания, у самца белые. Самец с белыми верхней губой, наличником, парой крупных пятен на вентральной стороне лба, глазной пазухой, полоской на виске; нижняя сторона флагелломеров (кроме последнего членика булавы) белая; наличник круто спадает к переднему краю, с выраженным срединным килем на передней половине. Ассоциированы с растенияи семейства Аизовые, Mesembryanthema (Дрозантемум, Sphalmanthus) и Свинчатковые (Кермек). Вид был впервые описан в 1898 году, а его валидный статус подтверждён в ходе ревизии, проведённой в 2011 году южноафриканским энтомологом Фридрихом Гессом (1936—2013; Department of Entomology, Albany Museum and Rhodes University, Grahamstown, ЮАР).

## Распространение
Южно-Африканская Республика.